# Paul Violi
Pour les articles homonymes, voir Violi (homonymie).
Paul Randolph Violi, né le 20 juillet 1944 dans l'arrondissement New Yorkais de Brooklyn et mort le 2 avril 2011, est un poète américain. Il est l'auteur de onze recueils de poésie, dont Splurge, Fracas, The Curious Builder, Likewise et, plus récemment, Overnight.

## Biographie
Paul Violi est rédacteur en chef d'Architectural Forum de 1972 à 1974, travaille sur des projets indépendants chez Universal Limited Art Editions et en tant que président de l'Associate Council Poetry Committee, il organise une série de conférences au Museum of Modern Art de 1974 à 1983. Il cofonde également Swollen Magpie Press, qui publie des recueils de poésie, des anthologies et un magazine intitulé New York Times. Les livres d'art qu'il réalise en collaboration avec Dale Devereux Barker, dont le plus récent est Envoy; Life is Completely Interesting, sont acquis par de grandes collections . Selected Accidents, Pointless Anecdotes, un recueil de prose, est publié par Hanging Loose Press en 2002.
Titulaire de deux bourses de poésie du National Endowment for the Arts, Paul Violi reçoit également le John Ciardi Lifetime Achievement Award in Poetry, le prix Morton Dauwen Zabel de l'American Academy of Arts and Letters, le prix Foundation for Contemporary Arts Grants to Artists (1999) et des prix du Fund for Poetry, de la New York Foundation for the Arts, de la Ingram Merrill Foundation et du New York Creative Artists Public Service Fund. Paul Violi meurt à Cortlandt Manor, New York en 2011 d'un cancer.
Au moment de sa mort, il enseignait au département d'anglais et de littérature comparée de l'université de Columbia et dans le programme d'écriture de troisième cycle de la New School University.

## Publications
- Selected Poems 1970-2007, Gingko Press, Berkeley, Ca. 2014.
- Overnight, Hanging Loose Press, N.Y., N.Y. 2007.
- Breakers: Selected Longer Poems, Coffee House Press, Minneapolis, MN . 2000.
- Fracas, Hanging Loose Press, N.Y., N.Y. 1998.
- The Curious Builder, Hanging Loose Press, N.Y., N.Y. 1993.
- Likewise, Hanging Loose Press, N.Y., N.Y. 1988.
- Splurge, Sun Press, N.Y., N.Y. 1982.
- In Baltic Circles, Kulchur Foundation Press, N.Y., N.Y. 1973.